# Von Maur
Von Maur, Inc. er en amerikansk stormagasinkæde med 36 butikker i primært Midtvesten og hovedkvarter i Davenport, Iowa. De driver også butikskæden Dry Goods USA med 65 butikker.
I 1872 åbnede den tyske immigrant J. H. C. Petersen og hans tre sønner en butik i Davenports bymidte. I 1916 solgte J.H.C. Petersen's søn, William D. Petersen, butikken til et partnerskab bestående af R.H. Harned, C.J. von Maur og Cable von Maur.